# Liściołaz dwukolorowy
Liściołaz dwukolorowy, liściołaz dwubarwny (Phyllobates bicolor) – gatunek płaza bezogonowego z podrodziny Dendrobatinae w rodzinie drzewołazowatych (Dendrobatidae). Występuje w północno-zachodniej części Ameryki Południowej i jest zagrożony wyginięciem.

## Występowanie
Płaz ten jest endemitem zachodniej Kolumbii – występuje jedynie na zachodnich stokach Kordyliery Zachodniej. Był notowany w przedziale wysokości 600–1280 m n.p.m. (inne źródło podaje 400–1500 m n.p.m.). Zamieszkuje tropikalne wilgotne lasy nizinne i górskie. Żyje na ściółce, w pobliżu strumieni.

## Opis
Osiąga 5 cm długości. Głowa płaska, szeroka, pysk tępo zaokrąglony. Tylne kończyny są długie, grube i silnie umięśnione. Brak błon pławnych między palcami. Wszystkie palce są zakończone słabo rozwiniętymi poduszkami. Zębów brak. Skóra jest silnie błyszcząca pokryta licznymi małymi gruczołami jadowymi. Jad jest wykorzystywany przez Indian do zatruwania strzał. Ubarwienie grzbietowej strony ciała jaskrawoczerwone, jedynie boczne powierzchnie tylnych nóg oraz pięty są czarne.

## Odżywianie
Żywi się owadami.

## Rozród
Jaja w ilości około 20 sztuk składane są w wilgotnej ziemi. Kijanki są czarne i stosunkowo duże, po opuszczeniu osłonek jajowych wpełzają na grzbiet samca i tam dalej się rozwijają. Po kilkunastu tygodniach samiec wchodzi do wody, gdzie larwy opuszczają jego grzbiet i przeobrażają się w formy dorosłe, żyjące na lądzie.

## Status zagrożenia
W Czerwonej księdze gatunków zagrożonych IUCN liściołaz dwukolorowy od 2017 roku klasyfikowany jest jako gatunek zagrożony (EN, ang. Endangered); wcześniej, od 2004 roku uznawano go za gatunek bliski zagrożenia (NT, ang. Near Threatened). Dawniej gatunek ten był pospolity, obecnie spotykany jest rzadko, a jego liczebność przypuszczalnie nadal spada.